# Nonglard
Nonglard település Franciaországban, Haute-Savoie megyében. Lakosainak száma 735 fő (2022. január 1.). Nonglard Lovagny, Poisy, Sillingy és Vaulx községekkel határos.

## Népesség
A település népességének változása:
| Lakosok száma | 536  | 608  | 651  | 654  | 699  | 719  | 724  | 730  | 735  |
|               | 2013 | 2015 | 2016 | 2017 | 2018 | 2019 | 2020 | 2021 | 2022 |